# Thomas Billeb
Thomas Billeb (* um 1617 in Abtsbessingen; † 11. Februar 1687 in Großbodungen) war ein deutscher Jurist, Verwaltungsbeamter, Lehnsinhaber, von 1653 bis 1687 gräflich-schwarzburgischer Amtmann zu Großbodungen und Erbauer der Kemenate Großbodungen.

## Leben
Thomas Billeb wurde als Sohn des Anspänners und Schultheißen Hans Billeb in Abtsbessingen geboren. Im Jahre 1633 – mitten im Dreißigjährigen Krieg – immatrikulierte er sich an der juristischen Fakultät der Universität Erfurt und trat wahrscheinlich nach Beendigung seines Studiums in die Dienste der Grafen von Schwarzburg ein.
In Großbodungen wirkte er zum Ende des Dreißigjährigen Krieges ab 1646 zunächst als Amtsschreiber oder Amtswalter. Im Jahre 1652, spätestens 1653 war er als schwarzburgischer Amtsmann tätig. Dieses Amt hatte Billeb bis zu seinem Tode 1687 fast 34 Jahre lang inne.
Die mit seinem Amt verbundene Pacht des ca. 360 Morgen großen Kammergutes und das Kemenatenlehen waren für Thomas Billeb ganz offenbar wirtschaftlich einträglich.
Die Bewohner der zum Amt gehörenden Dörfer Kraja, Wallrode und Bodungen hatten in unterschiedlicher Weise Frondienste zu leisten. Für die ebenfalls zum Amt gehörenden Hauröder Einwohner bestand beispielsweise die Regelung, dass sie die Gärten hinter dem Amtshaus, welches in der Burg Großbodungen untergebracht war, an bestimmten Tagen zu bearbeiten hatten.

Historische Ansicht des Kemenaten-Ensembles. Ehemaliges Wohnhaus der schwarzburgischen Amtsleute (Zeichnung von Erwin Hablick, 1950 †)

Amtseinkünfe und erfolgreiche Landwirtschaft versetzten Thomas Billeb in die Lage, im siebten Jahr seiner Amtstätigkeit 1659/60 beide Häften des Lehenguts Kemnot, zu dem ein großer Landbesitz gehörte, käuflich zu erwerben. Wahrscheinlich wird er den Neuaufbau der Kemenate Großbodungen alsbald begonnen haben.
Vier Jahre später 1663 war das stattliche Fachwerk-Ensemble fertiggestellt, und Billeb konnte mit seiner aus Tastungen stammenden Frau Katharina (1626–1673) geb. Kauffmann und den acht Kindern das neue Zuhause beziehen. Bis zu seinem Tode 1687 wohnte Thomas Billeb in der von ihm errichteten Kemenate.
Zu den großen Verdiensten dieses Amtsmanns zählt die Erhebung Großbodungens zum Marktflecken im Jahre 1664: Graf Anton Günther von Schwarzburg-Sondershausen verlieh dem Ort das Privileg, jährlich „drei Kram- und Viehmärkte“ abzuhalten.

## Historische Beschreibung
Von Pastor Blau wird in dessen Ortschronik Ende des 19. Jahrhunderts Thomas Billeb als ein 

„tätiger, umsichtiger Mann“ beschrieben, „der nicht bloß Pächter des Kammergutes, sondern gleichzeitig auch Lehnsinhaber der Kemenate (Kemnot) und somit in der Lage war, eine ansehnliche Landwirtschaft zu führen, vor allen aber als ’Präfektus‘ d.h. Amtmann sich ernstlich bemühte, das wirtschaftliche und geistige Gedeihen der Gemeinde zu fördern.“